# Final Destination 3
Final Destination 3 är en amerikansk thriller från 2006, regisserad av James Wong.

## Handling
Sex år efter att Flight 180 exploderat går McKinley High Schools skolfotograf Wendy Christensen på ett nöjesfält med sin bästa vän Carrie Dreyer, Carries pojkvän Kevin Fischer, och Wendys pojkvän Jason Wise. När de går ombord på berg- och dalbanan Devil's Flight får Wendy ett varsel om att den kommer att förolyckas med dödlig utgång för alla åkare. Wendy får panik och går av berg- och dalbanan tillsammans med Kevin, de populära tjejerna Ashley Freund och Ashlyn Halperin, idrottaren Lewis Romero, gotharna Ian McKinley och Erin Ulmer, samt alumnen Frankie Cheeks. Det utbryter ett bråk och de skiljs åt. Några minuter efter att åkturen inleds får berg- och dalbanan en driftstörning och alla ombord omkommer.
Ett par dagar senare berättar Kevin för Wendy om flight 180 och Alex Browning, vars varsel räddade sju av hans klasskamrater från flygexplosionen. Kevin hävdar att de som gick av berg- och dalbanan kommer att börja dö precis som de som överlevde flight 180 gjorde. Wendy tror att Kevin driver med henne och kör därifrån.
Lite senare dör dock Ashley och Ashlyn när deras solarier överhettas och bränner dem levande. Efter att de har dött tar Wendy Kevins varning på allvar, och börjar forska inte bara om detaljer om händelsen med flight 180, utan också om andra oförklarliga händelser som är besläktade med omen och varsel. Efter en minnesgudstjänst börjar en obemannad lastbil rulla nerför en kulle, och Kevin och Wendy stängs in i Kevins pick-up. Kevin och Wendy lyckas fly genom bilens vindruta, men när lastbilen kör in i pick-upen lossnar dess motor, vars kylarfläkt tämligen effektivt expedierar Frankie. Detta leder Wendy och Kevin till insikt om att Wendys bilder är omen, som visar hur de överlevande kommer att dö. Med denna insikt försöker de rädda Lewis, som tränar på ett gym, men han tror inte på dem och förnekar deras varning precis innan hans huvud krossas mellan två vikter.
Ian och Erin står näst på tur, och Ian förklarar sin teori att Döden är en komplott, och att om Wendy, som ligger längst ner på listan, tar sitt liv kommer Dödens planer att omintetgöras och på så vis rädda alla de levande. Wendy räddar Ian från att bli spetsad av träplankor och krossad av metallbehållare, men Erin får sågspån i ögonen, ramlar baklänges och blir skjuten upprepade gånger genom huvudet och armen med en spikpistol.
Medan hon försöker lista ut vem som står näst på tur tittar Wendy på bilderna och inser att det är hennes lillasyster Julie och dennas bästa vän Perry Malinowski som står på tur. Hon och Kevin hittar dem på en lantmarknad. Julie blir nästan spetsad på en harv av en skrämd häst, men Kevin räddar henne i sista stund. Hästen får dock en flaggstång att flyga mot Perry, som blir spetsad på den. Wendy lyckas rädda Kevin från en gasexplosion. Ian gör här ett sista framträdande, där han konfronterar gänget angående Erins död, som han beskyller Wendy för. Wendy står näst i tur på Dödens lista, men hon inser sin fara och kastar sig till marken precis innan en släpvagnslast fyrverkerier skulle ha träffat henne. De missar också Ian, men träffar däremot en lyftkran som håller uppe en festskylt, som faller ner och dödar Ian.
Lite senare sitter Wendy ensam ombord på en tunnelbana där hon möter Julie och Kevin. Hon får ett nytt varsel om att tåget kommer att spåra ur och döda dem allihop. De försöker dra i nödbromsen utan framgång. Det hörs ett högt gnissel av metall, och filmen slutar med att hjältarnas öde lämnas ovisst.

## Om filmen
Filmen utspelas sex år efter den första filmen Final Destination.

### Övriga filmer i serien
- Final Destination (2000)
- Final Destination 2 (2003)
- The Final Destination (2009)
- Final Destination 5 (2011)

## I Rollerna
- Wendy Christensen: Mary Elizabeth Winstead
- Kevin Fischer:Ryan Merriman
- Ian McKinley: Kris Lemche
- Lewis Romero: Texas Battle
- Erin Ulmer: Alexz Johnson
- Jason Robert Wise: Jesse Moss
- Franklin "Frankie" Cheeks: Sam Easton
- Ashlyn Halperin: Crystal Lowe
- Ashley Freund: Chelan Simmons
- Carrie Dreyer: Gina Holden
- Julie Christensen: Amanda Crew
- Perry Malinowski: Maggie Ma